# Axel Jarchow
Axel Jarchow (* 22. Februar 1989 in Leipzig) ist ein deutscher Basketballspieler. Er ist 1,95 m groß und spielt auf der Position des Shooting Guard. Er bestritt 18 Spiele in der Bundesliga.

## Karriere
Axel Jarchow spielte in der Saison 2004/2005 in der U16-Mannschaft des USC Leipzig. Er zog 2006 nach Quakenbrück und spielte in den Saisons 2006/2007 sowie 2007/2008 in der Jugendmannschaft der Artland Dragons in der Nachwuchs-Basketball-Bundesliga. Zusätzlich stand er seit der Saison 2006/2007 bis zur Saison 2007/2008 im Kader der Artland Dragons und kam zu einigen kurzen Einsätzen in der Basketball-Bundesliga.
Aufgrund seines Alters konnte Axel Jarchow ab der Saison 2008/2009 nicht mehr in der Nachwuchs-Basketball-Bundesliga eingesetzt werden. Er wechselte zum TSV Quakenbrück, dem Kooperationspartner der Artland Dragons, und spielte hauptsächlich in der Oberliga Staffel West des Niedersächsischen Basketball-Verbandes. Ab Mitte Januar 2009 spielte Jarchow für Rasta Vechta in der 2. Bundesliga ProA. Nach dem Bundesliga-Aufstieg mit Vechta kam er im Spieljahr 2013/14 zu weiteren Einsätzen in der bundesweit höchsten Liga.
Zur Saison 2015/2016 wechselte Axel Jarchow in die zweite Mannschaft des SC Rasta Vechta. Zuletzt kam er dort im Spieljahr 2016/17 zum Einsatz. Später spielte er beim Oberligisten 1. SC Norderstedt.

## Erfolge in der Bundesliga
Jarchow wurde 2008 mit den Artland Dragons deutscher Pokalsieger.